# Normes de référence du contrôle de la constitutionnalité en France
 (novembre 2022).
La mise en forme du texte ne suit pas les recommandations de Wikipédia : il faut le « wikifier ».
Les points d'amélioration suivants sont les cas les plus fréquents :
- Les titres sont pré-formatés par le logiciel. Ils ne sont ni en capitales, ni en gras.
- Le texte ne doit pas être écrit en capitales (les noms de famille non plus), ni en gras, ni en italique, ni en « petit »…
- Le gras n'est utilisé que pour surligner le titre de l'article dans l'introduction, une seule fois.
- L'italique est rarement utilisé : mots en langue étrangère, titres d'œuvres, noms de bateaux, etc.
- Les citations ne sont pas en italique mais en corps de texte normal. Elles sont entourées par des guillemets français : « et ».
- Les listes à puces sont à éviter, des paragraphes rédigés étant largement préférés. Les tableaux sont à réserver à la présentation de données structurées (résultats, etc.).
- Les appels de note de bas de page (petits chiffres en exposant, introduits par l'outil «  Source ») sont à placer entre la fin de phrase et le point final[comme ça].
- Les liens internes (vers d'autres articles de Wikipédia) sont à choisir avec parcimonie. Créez des liens vers des articles approfondissant le sujet. Les termes génériques sans rapport avec le sujet sont à éviter, ainsi que les répétitions de liens vers un même terme.
- Les liens externes sont à placer uniquement dans une section « Liens externes », à la fin de l'article. Ces liens sont à choisir avec parcimonie suivant les règles définies. Si un lien sert de source à l'article, son insertion dans le texte est à faire par les notes de bas de page.
- La présentation des références doit suivre les conventions bibliographiques. Il est recommandé d'utiliser les modèles {{Ouvrage}}, {{Chapitre}}, {{Article}}, {{Lien web}} et/ou {{Bibliographie}}. Le mode d'édition visuel peut mettre en forme automatiquement les références.
- Insérer une infobox (cadre d'informations à droite) n'est pas obligatoire pour parachever la mise en page.

Pour une aide détaillée, merci de consulter Aide:Wikification.
Si vous pensez que ces points ont été résolus, vous pouvez retirer ce bandeau et améliorer la mise en forme d'un autre article.
Les normes de référence du contrôle de constitutionnalité en France sont les prescriptions juridiques inscrites dans la Constitution du 4 octobre 1958 au regard desquelles le Conseil constitutionnel apprécie la constitutionnalité des actes qui sont portés à son examen. Lorsque le Conseil constitutionnel contrôle les lois, il ne les contrôle pas forcément en vertu de la Constitution stricto sensu mais également en se rapportant à d’autres normes de contrôle, n’ayant pas valeur constitutionnelle.
Pour designer l'ensemble des textes au regard desquels les lois sont contrôlées, une partie de la doctrine utilise l'expression « Bloc de constitutionnalité » de Louis Favoreu. De nos jours, on parle davantage de « normes de références du contrôle de constitutionnalité » plutôt que du « bloc de constitutionnalité ». Il est essentiel de distinguer les normes de référence qui sont inscrites dans le texte de la Constitution et celles dégagées par le Conseil constitutionnel.

## Normes inscrites explicitement dans le texte de la Constitution
Ces normes comprennent, la Constitution du 4 octobre 1958 stricto sensu, l'intégralité du texte, préambule inclus, étant une norme de référence du contrôle de constitutionnalité, la Déclaration des droits de l'homme et du citoyen de 1789, qui constitue le deuxième élément des normes de référence du contrôle de constitutionnalité. Depuis la décision de principe du 27 décembre 1973, Taxation d'office (n° 73-51 DC). On retrouve notamment, le préambule de la Constitution de 1946 reconnue comme faisant partie du bloc de constitutionnalité par la décision du Conseil constitutionnel Liberté d'association du 16 juillet 1971 (n°71-44 DC). Et enfin, la Charte de l'environnement de 2004, entrée en vigueur par la loi constitutionnelle du 1er mars 2005 (n°2005-205, JO,2 mars) constitue le quatrième texte de valeur constitutionnelle servant de norme de référence au contrôle de constitutionnalité. La Charte de l’environnement a été mobilisée pour la première fois dans la décision du 19 juin 2008 sur la loi OGM qui lui consacre pleine valeur constitutionnelle. Cette jurisprudence est suivie quelques mois plus tard par l’arrêt Commune d’Annecy du 3 octobre 2008, décision dans laquelle le Conseil d’État a mobilisé la charte de l’environnement pour la première fois et lui reconnait valeur constitutionnelle.

## Normes dégagées par le Conseil constitutionnel
Il découle du Préambule de 1946 deux catégories juridiques particulières de droits et libertés qui sont notamment considérées comme des normes de référence, d’une part les principes fondamentaux reconnus par les lois de la République (PFRLR) et d’autre part les principes particulièrement nécessaires à notre temps (PPNT).
Les PFRLR sont définis par le doyen Favoreu comme « des normes de valeur constitutionnelle dont l'existence est constatée par le Conseil constitutionnel, à partir des textes législatifs pris sous les trois premières Républiques ». Les PPNT, quant à eux, sont consacrés dans le Préambule de 1946 à partir de l'alinéa 2 : « Il proclame, en outre, comme particulièrement nécessaires à notre temps, les principes politiques, économiques et sociaux ci-après ». Ils sont consacrés par le Conseil constitutionnel pour la première fois dans la décision du 15 janvier 1975, IVG (n° 74-54 DC).
Parmi les normes dégagées par le Conseil constitutionnel, on retrouve les objectifs à valeur constitutionnelle (OVC). Pour Pierre de Montalivet « les objectifs de valeur constitutionnelle constituent des normes constitutionnelles téléologiques garantissant l’effectivité des droits et libertés constitutionnelles. Il ne s’agit pas de droits mais de buts assignés par la Constitution au législateur, dont la particularité est d’être des conditions objectives d’effectivité des droits fondamentaux constitutionnelles »  Le Conseil constitutionnel fait référence aux OVC pour la première fois dans sa décision du 27 juillet 1982 relative à la loi sur la communication audiovisuelle (n° 82-141 DC).
Un principe à valeur constitutionnelle (PVC) est un principe dégagé par le Conseil constitutionnel et dont le respect s'impose au législateur comme aux autres organes de l'État. Il est une norme juridique à part entière. Font partie de ces principes le principe de continuité de l'État et du service public depuis la décision du Conseil constitutionnel en 1979.

## Normes constitutionnelles par renvoi
Les normes de référence du contrôle de constitutionnalité, qui sont avant tout des normes de valeur constitutionnelle, ne se limitent pas aux normes constitutionnelles, elles couvrent également des normes extérieures à la Constitution et auxquelles celle-ci renvoie.
On retrouve deux types de normes infra-constitutionnelles, les normes d'origine interne composée des lois organiques, et de l’accord sur la Nouvelle-Calédonie de Nouméa du 5 mai 1998, ainsi que les normes d'origine externe composée : 
-       du droit de l’Union Européenne, le Conseil constitutionnel va intégrer des normes européennes dans son contrôle de constitutionnalité, tel que dans l’article 88-3 de la Constitution (Décision 668-DC 16 mai 2013).
-       du droit international reconnu par la Constitution de 1958, dans le quatorzième alinéa du Préambule de la Constitution de 1946, qui a valeur constitutionnelle (décision n° 71-44 DC du 16 juillet 1971, Liberté d’association), prévoit que « la République française, fidèle à ses traditions, se conforme aux règles du droit public international ». Dans le prolongement de ces dispositions, l’article 55 de la Constitution du 4 octobre 1958 « définit les conditions dans lesquelles les traités et accords internationaux ont une autorité supérieure à celle des lois » (décision n° 81-130 DC du 30 octobre 1981). Le droit international est notamment reconnu dans l’article 53-2 de la Constitution qui renvoie au traité portant statut de la Cour pénale Internationale (CPI) « La République peut reconnaître la juridiction de la Cour pénale internationale dans les conditions prévues par le traité signé le 18 juillet 1998. »
La diversité de ces exemples s'explique par les avantages que présente la technique qui consiste à renvoyer à une norme formellement extérieure à la Constitution , en sauvegardant la concision du texte constitutionnel, elle permet au pouvoir constituant de marquer son adhésion à des normes auxquelles il attache une importance particulière ; ainsi, le Préambule de la Constitution de 1958 marque son attachement à la Déclaration de 1789, au Préambule de la Constitution de 1946 et à la Charte de l'environnement et le Préambule de 1946 marque son adhésion aux principes fondamentaux reconnus par les lois de la République et aux règles du droit public international.

## Normes de référence du contrôle de constitutionnalité à posteriori
Le contrôle de constitutionnalité a posteriori est possible via la question prioritaire de constitutionnalité qui est instituée par la révision constitutionnelle du 23 juillet 2008, réalise enfin ce que plusieurs projets n’avaient pas réussi à faire. Avant la réforme, il n'était pas possible de contester la conformité à la Constitution d'une loi déjà entrée en vigueur.
L’article 61-1 de la Constitution, introduit par la loi constitutionnelle du 23 juillet 2008, a ouvert un droit nouveau au bénéfice des justiciables, permettant que le Conseil constitutionnel puisse être saisi, à l’occasion des procès intentés devant les juridictions administratives et judiciaires, de la conformité aux droits et libertés constitutionnellement garantis de dispositions législatives promulguées.